# 宮沢与和
宮沢 与和（みやざわ よしかず、1951年 - ）は、日本の航空宇宙工学者。九州大学大学院工学研究院航空宇宙工学部門教授。専攻は飛行力学と制御など。工学博士。

## 人物
東京都出身。東京教育大学附属駒場高校を経て1974年東京大学工学部卒業。同大学院工学系研究科博士課程修了後、1977年航空宇宙技術研究所入所。1985年から1987年までデューク大学工学部客員研究員。その後宇宙航空研究開発機構を経て2007年より九州大学教授。2019年より運輸安全委員会委員。

## 主な著書
- 「飛行機の百科事典」（丸善、2009年）

## 論文
- CiNii>宮沢与和